# Oncostemum radlkoferi
Oncostemum radlkoferi är en viveväxtart som beskrevs av Carl Christian Mez. Oncostemum radlkoferi ingår i släktet Oncostemum och familjen viveväxter. Inga underarter finns listade i Catalogue of Life.